# Champignolles (Côte-d’Or)
Champignolles ist eine französische Gemeinde mit 79 Einwohnern (Stand 1. Januar 2022) im Département Côte-d’Or in der Region Bourgogne-Franche-Comté. Sie gehört zum Arrondissement Beaune und zum Kanton Arnay-le-Duc. 
Sie grenzt im Nordwesten an Lacanche, im Norden an Thomirey, im Nordosten an Saussey, im Südosten an Jours-en-Vaux, im Süden an Molinot, im Südwesten an Thury und im Westen an Saint-Pierre-en-Vaux.

## Bevölkerungsentwicklung
| Jahr                       | 1962 | 1968 | 1975 | 1982 | 1990 | 1999 | 2008 | 2015 |
| -------------------------- | ---- | ---- | ---- | ---- | ---- | ---- | ---- | ---- |
| Einwohner                  | 112  | 105  | 105  | 108  | 84   | 79   | 75   | 75   |
| Quellen: Cassini und INSEE |      |      |      |      |      |      |      |      |